# Woodville, Texas
Woodville là một thị trấn thuộc quận Tyler, tiểu bang Texas, Hoa Kỳ. Năm 2010, dân số của thị trấn này là 2586 người.

## Dân số
- Dân số năm 2000: 2415 người.
- Dân số năm 2010: 2586 người.